# Droga rdzeniowo-móżdżkowa przednia
Droga rdzeniowo-móżdżkowa przednia, droga Gowersa, pęczek Gowersa (łac. tractus spinocerebellaris anterior, tractus Gowers) – w anatomii człowieka droga nerwowa rdzenia kręgowego, biegnąca w sznurze bocznym rdzenia kręgowego. Jest odpowiedzialna za przewodzenie informacji proprioceptywnej z ciałek Golgiego do móżdżku.
Nazwa eponimiczna upamiętnia angielskiego neurologa Williama Gowersa.